# Azerat
Azerat (trong tiếng Occitan Aserat) là một xã của Pháp, nằm ở tỉnh Dordogne trong vùng Aquitaine của Pháp. Xã này có diện tích 20,05 km2, dân số năm 199 là 409 người. Xã Azerat nằm ở khu vực có độ cao trung bình 145 m trên mực nước biển.
Người dân địa phương trong tiếng Pháp gọi là Azeracois.

## Hành chính
| Danh sách các xã trưởng                |             |                    |                  |         |
| Giai đoạn                              | Giai đoạn   | Tên                | Đảng             | Tư cách |
| 1995                                   | đương nhiệm | Claude de Fleurieu | không chính thức | hưu trí |
| Tất cả các dữ liệu trước đây không rõ. |             |                    |                  |         |

## Thông tin nhân khẩu
| Năm | 1962 | 1968 | 1975 | 1982 | 1990 | 1999 |
| --- | ---- | ---- | ---- | ---- | ---- | ---- |
| Dân số | 509  | 495  | 454  | 419  | 407  | 409  |
| From the year 1962 on: No double counting—residents of multiple communes (e.g. students and military personnel) are counted only once. |      |      |      |      |      |      |